# Carel van der Weijden
Carolus Johannes (Carel) van der Weijden (Vlaardingen) is een Nederlands econoom, em. hoogleraar aan de Erasmus Universiteit Rotterdam en rector magnificus van 1971 tot 1974. Onder zijn bewind transformeerde in 1972 de Nederlandsche Economische Hogeschool tot de Erasmus Universiteit Rotterdam.

## Levensloop

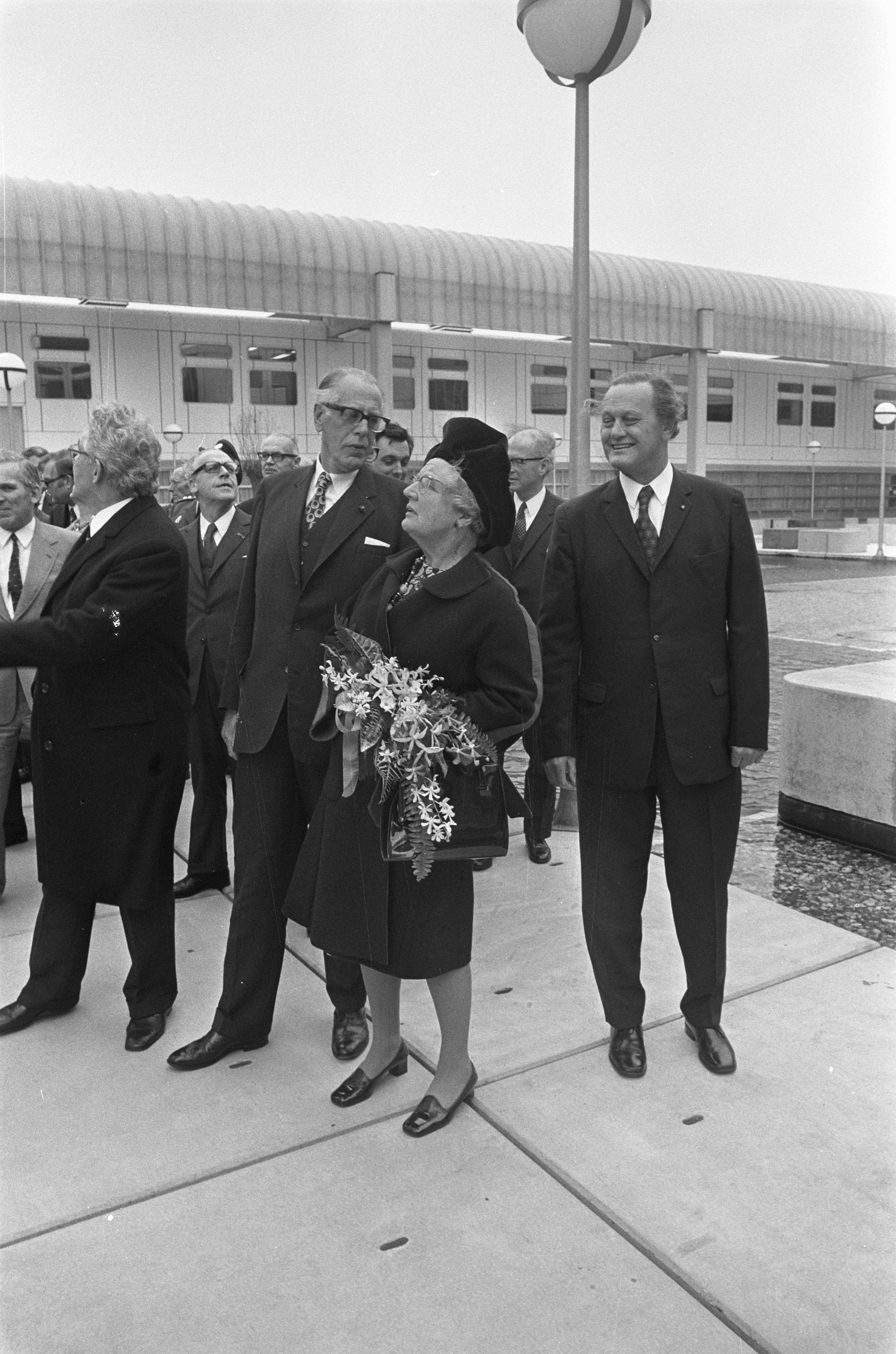
De koningin wordt rondgeleid op de Erasmus MC, 8 november 1973

Van der Weijden studeerde economie, en promoveerde in 1962 aan de Nederlandsche Economische Hogeschool te Rotterdam op het proefschrift, getiteld "Toegang en toetreding : Facetten van de mededinging."
Op 13 mei 1965 hield Van der Weijden een openbare les ter aanvaarding van zijn aanstelling als lector in de staatshuishoudkunde aan de Nederlandsche Economische Hogeschool. Hij was later als hoogleraar verbonden aan de vakgroep macro-economie van de Faculteit der Economische Wetenschappen. Ter gelegenheid van zijn 25-jarig dienstverband werd hem in 1985 de EUR penning toegekend. In de 1970 werd Van der Weijden benoemd tot voorzitter van de Commissie Economische Mededinging. In 1982 was hij ook benoemd tot buitengewoon hoogleraar in de algemene economie bij de Koninklijke Militaire Academie te Breda, waarbij hij op 21 april 1982 de rede "Werkloosheid : niet evenwicht en evenwicht" uitsprak.
Rond 1995 ging Van der Weijden met emeritaat. Hij is onderscheiden als ridder in de Orde van de Nederlandse Leeuw.

## Werk

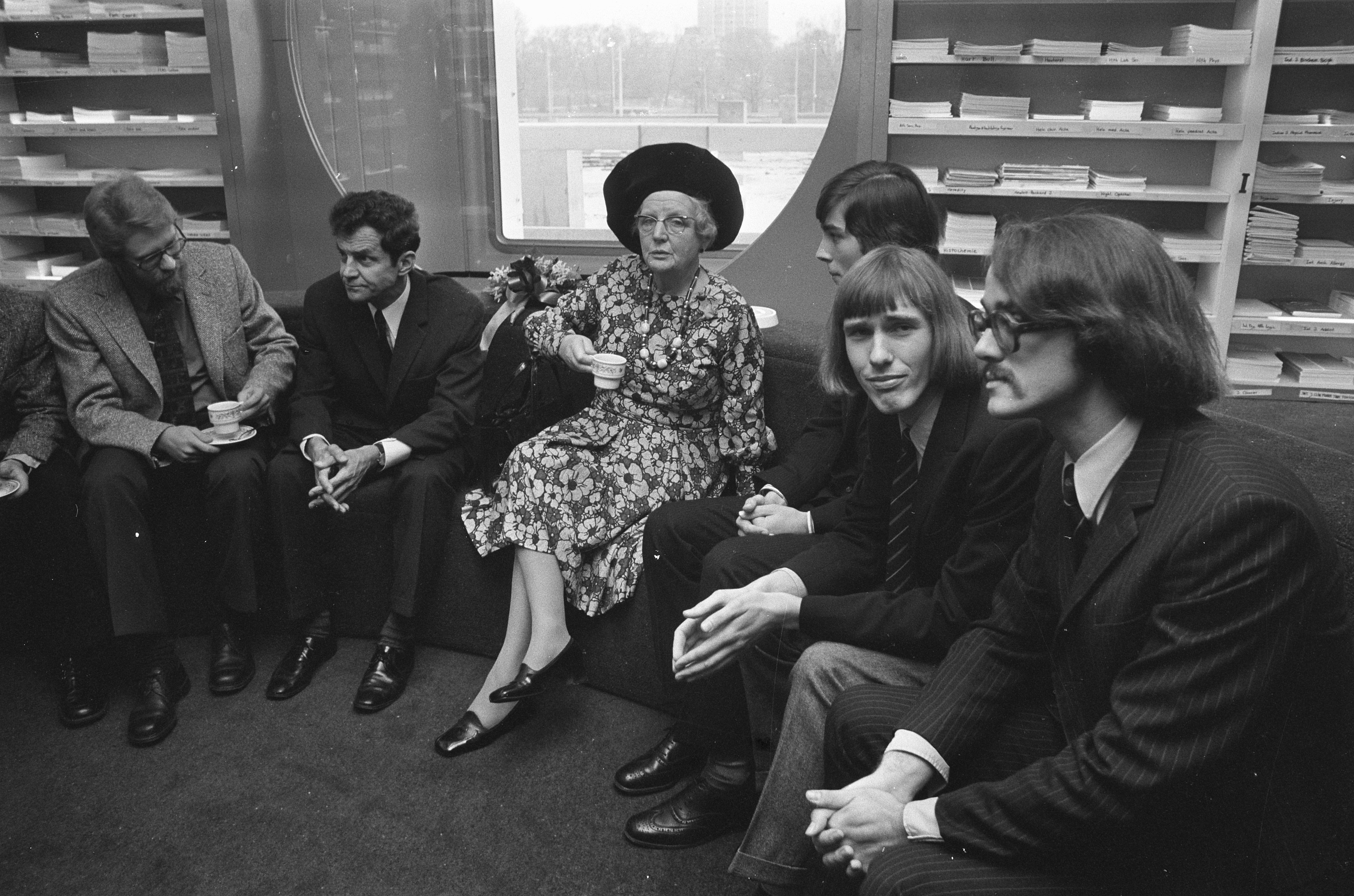
De koningin spreekt met studenten, 8 november 1973

### Rectoraat aan Erasmus Universiteit, 1971-1974
In zijn tijd als rector magnificus heeft Van der Weijden te maken met sobere tijden door de aankomende wet op de herstructurering van het wetenschappelijk onderwijs. Die wordt in academische kringen als een grote bedreiging te zien. Voor de studenten hangt er een significante verhoging van het collegegeld in het verschiet (het collegegeld werd in 1972 verhoogd tot 1.000 gulden), terwijl zij meer inspraak verlangen in het universitair bestuur. Dit leidt her en der tot studentenprotesten.

### Theoretische economie
Een van de werkcolleges, die Van der Weijden samen met Jan Veenbergen gaf, was het werkcollege theoretische economie. Peter A.G. van Bergeijk (2004), hoogleraar internationale economie en macro-economie aan de Erasmus Universiteit, schreef over dit college, dat hij in 1984-86 volgde:
Dat werkcollege heeft voor mij wel de basis gelegd: Koutsoyannis, Keynes, Benassy, Morgenstern en Tinbergen. En een gezonde dosis scepsis in schone en inspirerende theorie, want op het eind van de rit moesten we iets praktisch doen en wel ziekenhuiseconomie. De werkstukken waren veel te goed om alleen maar een werkcollegejaar mee uit te luiden. Met Erik Schut debuteerde ik daarom in ESB met het prangende artikel "Alternatieve geneeswijzen in het ziekenfonds: geen kostenbesparing" en later in World Development: International Price Discrimination: The pharmaceutical industry...
Na de universiteit kwam Van Bergeijk zelf via het bankwezen, en de internationale economische diplomatie in het nieuwe millennium weer terug bij de Erasmus Universiteit.

## Publicaties
- Van der Weijden, Carolus Johannes. Toegang en toetreding. Facetten van de mededinging. Diss. Rotterdam. Den Haag: Pasmans, 1962.
- C.J. van der Weijden. Positieve economie? Kanttekeningen bij een methodologische discussie, De Erven F. Bohn, 1965.
- Van der Weijden, Carolus Johannes. Om het gedrag van de consumenten. Een beschouwing over de macro-economische consumptiefunctie. Universitaire Pers, 1968.
- Van der Weijden, Carolus Johannes. Naar een andere economische orde? Rede, uitgesproken op de twee en zestigste dies natalis van de Erasmus universiteit Rotterdam op 7 november 1975. Rotterdam : s.n.

Artikelen, een selectie:
- C.J. van der Weijden, "Enige aspecten van de macro-economische ontwikkeling," in: Nederland na 1945, Deventer, 1980. 147.
- Van der Weijden, C. J. "Toestaan of verbieden: een beschouwing rond de wet economische mededinging." Economisch-statistische Berichten 23 (1981): 30-12.

## Huldebundel
- Economics and law. Essays in honour of C.J. van der Weijden, March 10, 1995. Ed. by van P.H. Admiraal, P.R. Beije, J. Groenewegen. Erasmus Universiteit Rotterdam, 1996. ISBN 90-74416-03-9